# Coupe du monde de saut à ski 2016-2017
Navigation
2015-2016 2017-2018
La coupe du monde de saut à ski 2016-2017 est la 38e édition de la coupe du monde de saut à ski pour les messieurs et la 6e saison pour les dames, compétition de saut à ski organisée annuellement. Elle se déroule du 3 décembre 2016 au 26 mars 2017.
La saison sera entravée par les Championnats du monde qui se déroulent du 21 février 2017 au 5 mars 2017 à Lahti.
La première édition du Raw Air en Norvège aura lieu du 12 mars au 17 mars et compte pour le championnat. Durant cette compétition, les scores en qualifications, en compétition par équipe et en individuelle sont prises en compte, soit au total 16 épreuves (4 sauts de qualifications, 8 sauts en individuelle et 4 saut en équipe).
Le slovène Peter Prevc est le tenant du titre.

## Programme de la saison

### Hommes
31 épreuves sont prévues, dont 4 par équipes à travers 18 étapes, 16 en Europe et 2 en Asie.
| \| Klingenthal Nijni Taguil Engelberg Oberstdorf (x2) Garmisch Innsbruck Bischofshofen Wisła (ville) Zakopane Willingen Oslo Lillehammer Trondheim Vikersund Planica \| Les sites des compétitions en Europe |
| Klingenthal Nijni Taguil Engelberg Oberstdorf (x2) Garmisch Innsbruck Bischofshofen Wisła (ville) Zakopane Willingen Oslo Lillehammer Trondheim Vikersund Planica                                            |

| Klingenthal Nijni Taguil Engelberg Oberstdorf (x2) Garmisch Innsbruck Bischofshofen Wisła (ville) Zakopane Willingen Oslo Lillehammer Trondheim Vikersund Planica |

| \| Sapporo Pyeongchang \| Les sites des compétitions en Asie |
| Sapporo Pyeongchang                                          |

| Sapporo Pyeongchang |

### Femmes
19 épreuves sont prévues au cours de cette saison à travers 10 sites de compétition.
Ci-dessous la localisation des sites de compétition en Europe et en Asie.
| \| Lillehammer Nijni Taguil Ljubno Râșnov Oslo Oberstdorf \| Sites des compétitions en Europe |
| Lillehammer Nijni Taguil Ljubno Râșnov Oslo Oberstdorf                                        |

| Lillehammer Nijni Taguil Ljubno Râșnov Oslo Oberstdorf |

| \| PyeongChang Sapporo Zao \| Sites des compétitions en Asie |
| PyeongChang Sapporo Zao                                      |

| PyeongChang Sapporo Zao |

## Attribution des points
Les manches de Coupe du monde donnent lieu à l'attribution de points, dont le total détermine le classement général de la Coupe du monde.
Ces points sont attribués selon cette répartition :
| Place  | 1   | 2  | 3  | 4  | 5  | 6  | 7  | 8  | 9  | 10 | 11 | 12 | 13 | 14 | 15 | 16 | 17 | 18 | 19 | 20 | 21 | 22 | 23 | 24 | 25 | 26 | 27 | 28 | 29 | 30 |
| ------ | --- | -- | -- | -- | -- | -- | -- | -- | -- | -- | -- | -- | -- | -- | -- | -- | -- | -- | -- | -- | -- | -- | -- | -- | -- | -- | -- | -- | -- | -- |
| Points | 100 | 80 | 60 | 50 | 45 | 40 | 36 | 32 | 29 | 26 | 24 | 22 | 20 | 18 | 16 | 15 | 14 | 13 | 12 | 11 | 10 | 9  | 8  | 7  | 6  | 5  | 4  | 3  | 2  | 1  |

## Classements Généraux

### Hommes
| Rang | Nom                 | Points |
| ---- | ------------------- | ------ |
| 1    | Stefan Kraft        | 1665   |
| 2    | Kamil Stoch         | 1524   |
| 3    | Daniel-André Tande  | 1201   |
| 4    | Andreas Wellinger   | 1161   |
| 5    | Maciej Kot          | 985    |
| 6    | Domen Prevc         | 963    |
| 7    | Michael Hayböck     | 814    |
| 8    | Markus Eisenbichler | 807    |
| 9    | Peter Prevc         | 716    |
| 10   | Manuel Fettner      | 703    |

| Rang | Nom                 | Points |
| ---- | ------------------- | ------ |
| 1    | Stefan Kraft        | 445    |
| 2    | Andreas Wellinger   | 333    |
| 3    | Kamil Stoch         | 279    |
| 4    | Noriaki Kasai       | 230    |
| 5    | Peter Prevc         | 196    |
| 6    | Michael Hayböck     | 184    |
| 7    | Markus Eisenbichler | 151    |
| 8    | Jurij Tepeš         | 144    |
| 9    | Domen Prevc         | 138    |
| 10   | Piotr Żyła          | 129    |

| Rang | Nation    | Points |
| ---- | --------- | ------ |
| 1    | Pologne   | 5833   |
| 2    | Autriche  | 5586   |
| 3    | Allemagne | 5513   |
| 4    | Norvège   | 4415   |
| 5    | Slovénie  | 3713   |
| 6    | Japon     | 1555   |
| 7    | Tchéquie  | 1029   |
| 8    | Russie    | 741    |
| 9    | France    | 386    |
| 10   | Suisse    | 306    |

| Rang | Nom                 | Points |
| ---- | ------------------- | ------ |
| 1    | Kamil Stoch         | 997,8  |
| 2    | Piotr Żyła          | 962,5  |
| 3    | Daniel-André Tande  | 941,8  |
| 4    | Maciej Kot          | 934,3  |
| 5    | Manuel Fettner      | 926,8  |
| 6    | Stefan Kraft        | 926,5  |
| 7    | Markus Eisenbichler | 924,4  |
| 8    | Stephan Leyhe       | 911,1  |
| 9    | Domen Prevc         | 908,8  |
| 10   | Andreas Stjernen    | 900,3  |

| Rang | Nom                  | Points |
| ---- | -------------------- | ------ |
| 1    | Stefan Kraft         | 2298,1 |
| 2    | Kamil Stoch          | 2272,6 |
| 3    | Andreas Wellinger    | 2251,3 |
| 4    | Andreas Stjernen     | 2210,1 |
| 5    | Peter Prevc          | 2180,4 |
| 6    | Johann André Forfang | 2160,4 |
| 7    | Maciej Kot           | 2102,9 |
| 8    | Noriaki Kasai        | 2099,0 |
| 9    | Robert Johansson     | 2090,7 |
| 10   | Daiki Itō            | 2080,2 |

### Femmes
| Rang | Nom                        | Points |
| ---- | -------------------------- | ------ |
| 1    | Sara Takanashi             | 1455   |
| 2    | Yūki Itō                   | 1208   |
| 3    | Maren Lundby               | 1109   |
| 4    | Katharina Althaus          | 776    |
| 5    | Carina Vogt                | 723    |
| 6    | Daniela Iraschko-Stolz     | 717    |
| 7    | Ema Klinec                 | 630    |
| 8    | Jacqueline Seifriedsberger | 544    |
| 9    | Irina Avvakumova           | 531    |
| 10   | Allemagne Svenja Würth     | 497    |

| Rang | Nation     | Points |
| ---- | ---------- | ------ |
| 1    | Japon      | 3357   |
| 2    | Allemagne  | 2685   |
| 3    | Slovénie   | 1674   |
| 4    | Autriche   | 1651   |
| 5    | Norvège    | 1140   |
| 6    | Russie     | 921    |
| 7    | États-Unis | 757    |
| 8    | Italie     | 576    |
| 9    | France     | 454    |
| 10   | Finlande   | 229    |

## Calendrier

### Hommes

#### Épreuves individuelles
| Étape                                                                 | Lieu                                            | Tremplin                                        | Date                                            | Vainqueur                                                                                                  | Deuxième                                                                                                   | Troisième                                                                                                  | Leader du Général  |
| 1                                                                     | Ruka                                            | HS 142                                          | 25 novembre 2016                                | Domen Prevc                                                                                                | Severin Freund                                                                                             | Peter Prevc                                                                                                | Domen Prevc        |
| 2                                                                     | Ruka                                            | HS 142                                          | 26 novembre 2016                                | Severin Freund                                                                                             | Daniel-André Tande                                                                                         | Manuel Fettner                                                                                             | Severin Freund     |
| 3                                                                     | Klingenthal                                     | HS 140                                          | 4 décembre 2016                                 | Domen Prevc                                                                                                | Daniel-André Tande                                                                                         | Stefan Kraft                                                                                               | Domen Prevc        |
| -                                                                     | Nijni Taguil                                    | HS 134                                          | 10 décembre 2016                                | Concours annulés pour des travaux non effectués et des impayés. Les épreuves sont reportées à Lillehammer. | Concours annulés pour des travaux non effectués et des impayés. Les épreuves sont reportées à Lillehammer. | Concours annulés pour des travaux non effectués et des impayés. Les épreuves sont reportées à Lillehammer. |                    |
| -                                                                     | Nijni Taguil                                    | HS 134                                          | 11 décembre 2016                                | Concours annulés pour des travaux non effectués et des impayés. Les épreuves sont reportées à Lillehammer. | Concours annulés pour des travaux non effectués et des impayés. Les épreuves sont reportées à Lillehammer. | Concours annulés pour des travaux non effectués et des impayés. Les épreuves sont reportées à Lillehammer. |                    |
| 4                                                                     | Lillehammer                                     | HS 138                                          | 10 décembre 2016                                | Domen Prevc                                                                                                | Daniel-André Tande                                                                                         | Stefan Kraft                                                                                               | Domen Prevc        |
| 5                                                                     | Lillehammer                                     | HS 138                                          | 11 décembre 2016                                | Kamil Stoch                                                                                                | Maciej Kot                                                                                                 | Markus Eisenbichler                                                                                        | Domen Prevc        |
| 6                                                                     | Engelberg                                       | HS 142                                          | 17 décembre 2016                                | Michael Hayböck                                                                                            | Domen Prevc                                                                                                | Andreas Kofler                                                                                             | Domen Prevc        |
| 7                                                                     | Engelberg                                       | HS 142                                          | 18 décembre 2016                                | Domen Prevc                                                                                                | Kamil Stoch                                                                                                | Stefan Kraft                                                                                               | Domen Prevc        |
| 65e Tournée des Quatre tremplins (30 décembre 2016 au 6 janvier 2017) |                                                 |                                                 |                                                 | | | |                    |
| 8                                                                     | Oberstdorf                                      | HS 137                                          | 30 décembre 2016                                | Stefan Kraft                                                                                               | Kamil Stoch                                                                                                | Michael Hayböck                                                                                            | Domen Prevc        |
| 9                                                                     | Garmisch                                        | HS 140                                          | 1er janvier 2017                                | Daniel-André Tande                                                                                         | Kamil Stoch                                                                                                | Stefan Kraft                                                                                               | Domen Prevc        |
| 10                                                                    | Innsbruck                                       | HS 130                                          | 4 janvier 2017                                  | Daniel-André Tande                                                                                         | Robert Johansson                                                                                           | Evgeniy Klimov                                                                                             | Daniel-André Tande |
| 11                                                                    | Bischofshofen                                   | HS 140                                          | 6 janvier 2017                                  | Kamil Stoch                                                                                                | Michael Hayböck                                                                                            | Piotr Zyla                                                                                                 | Domen Prevc        |
| Tournée des Quatre tremplins - Classement Final                       | Tournée des Quatre tremplins - Classement Final | Tournée des Quatre tremplins - Classement Final | Tournée des Quatre tremplins - Classement Final | Kamil Stoch                                                                                                | Piotr Zyla                                                                                                 | Daniel-André Tande                                                                                         |                    |
| 12                                                                    | Wisla                                           | HS 134                                          | 14 janvier 2017                                 | Kamil Stoch                                                                                                | Stefan Kraft                                                                                               | Andreas Wellinger                                                                                          | Kamil Stoch        |
| 13                                                                    | Wisla                                           | HS 134                                          | 15 janvier 2017                                 | Kamil Stoch                                                                                                | Daniel-André Tande                                                                                         | Domen Prevc                                                                                                | Kamil Stoch        |
| 14                                                                    | Zakopane                                        | HS 140                                          | 22 janvier 2017                                 | Kamil Stoch                                                                                                | Andreas Wellinger                                                                                          | Richard Freitag                                                                                            | Kamil Stoch        |
| 15                                                                    | Willingen                                       | HS 145                                          | 29 janvier 2017                                 | Andreas Wellinger                                                                                          | Stefan Kraft                                                                                               | Manuel Fettner                                                                                             | Kamil Stoch        |
| 16                                                                    | Oberstdorf                                      | HS 225                                          | 4 février 2017                                  | Stefan Kraft                                                                                               | Andreas Wellinger                                                                                          | Kamil Stoch                                                                                                | Kamil Stoch        |
| 17                                                                    | Oberstdorf                                      | HS 225                                          | 5 février 2017                                  | Stefan Kraft                                                                                               | Andreas Wellinger                                                                                          | Jurij Tepes                                                                                                | Kamil Stoch        |
| 18                                                                    | Sapporo                                         | HS 134                                          | 11 février 2017                                 | Maciej Kot Peter Prevc                                                                                     | - | Stefan Kraft                                                                                               | Kamil Stoch        |
| 19                                                                    | Sapporo                                         | HS 134                                          | 12 février 2017                                 | Kamil Stoch                                                                                                | Andreas Wellinger                                                                                          | Stefan Kraft                                                                                               | Kamil Stoch        |
| 20                                                                    | Pyeongchang                                     | HS 140                                          | 15 février 2017                                 | Stefan Kraft                                                                                               | Andreas Wellinger                                                                                          | Kamil Stoch                                                                                                | Kamil Stoch        |
| 21                                                                    | Pyeongchang                                     | HS 109                                          | 16 février 2017                                 | Maciej Kot                                                                                                 | Stefan Kraft                                                                                               | Andreas Wellinger                                                                                          | Kamil Stoch        |
| Lahti Championnats du monde (21 février au 5 mars 2017)               |                                                 |                                                 |                                                 | | | |                    |
| 1re édition du Raw Air (12 au 19 mars 2017)                           |                                                 |                                                 |                                                 | | | |                    |
| 22                                                                    | Oslo                                            | HS 134                                          | 12 mars 2017                                    | Stefan Kraft                                                                                               | Andreas Wellinger                                                                                          | Markus Eisenbichler                                                                                        | Stefan Kraft       |
| -                                                                     | Lillehammer                                     | HS 138                                          | 14 mars 2017                                    | annulé | annulé | annulé | Stefan Kraft       |
| 23                                                                    | Trondheim                                       | HS 138                                          | 16 mars 2017                                    | Stefan Kraft                                                                                               | Andreas Stjernen                                                                                           | Andreas Wellinger                                                                                          | Stefan Kraft       |
| -                                                                     | Vikersund                                       | HS 225                                          | 18 mars 2017                                    | annulé | annulé | annulé | Stefan Kraft       |
| 24                                                                    | Vikersund                                       | HS 225                                          | 19 mars 2017                                    | Kamil Stoch                                                                                                | Noriaki Kasai                                                                                              | Michael Hayboeck                                                                                           | Stefan Kraft       |
| 1re édition du Raw Air - Classement Final                             | 1re édition du Raw Air - Classement Final       | 1re édition du Raw Air - Classement Final       | 1re édition du Raw Air - Classement Final       | Stefan Kraft                                                                                               | Kamil Stoch                                                                                                | Andreas Wellinger                                                                                          |                    |
| 25                                                                    | Planica                                         | HS 225                                          | 24 mars 2017                                    | Stefan Kraft                                                                                               | Andreas Wellinger                                                                                          | Markus Eisenbichler                                                                                        | Stefan Kraft       |
| 26                                                                    | Planica                                         | HS 225                                          | 26 mars 2017                                    | Stefan Kraft                                                                                               | Andreas Wellinger                                                                                          | Noriaki Kasai                                                                                              | Stefan Kraft       |

| Épreuves comptant pour le Vol à ski L'épreuve de Vikersund faisant partie du Raw Air rentre également en compte |

#### Épreuves par équipes
| Étape                                                   | Lieu        | Tremplin | Date            | Vainqueurs                                                                                | Deuxièmes                                                                              | Troisièmes                                                                            |
| ------------------------------------------------------- | ----------- | -------- | --------------- | ----------------------------------------------------------------------------------------- | -------------------------------------------------------------------------------------- | ------------------------------------------------------------------------------------- |
| 1                                                       | Klingenthal | HS 140   | 3 décembre 2016 | Pologne - Piotr Żyła - Kamil Stoch - Dawid Kubacki - Maciej Kot                           | Allemagne - Markus Eisenbichler - Andreas Wellinger - Richard Freitag - Severin Freund | Autriche - Michael Hayböck - Stefan Kraft - Andreas Kofler - Manuel Fettner           |
| 2                                                       | Zakopane    | HS 134   | 21 janvier 2017 | Allemagne - Markus Eisenbichler - Andreas Wellinger - Stephan Leyhe - Richard Freitag     | Pologne - Piotr Żyła - Maciej Kot - Dawid Kubacki - Kamil Stoch                        | Slovénie - Jurij Tepeš - Peter Prevc - Jernej Damjan - Domen Prevc                    |
| 3                                                       | Willingen   | HS 145   | 28 janvier 2017 | Pologne - Piotr Żyła - Dawid Kubacki - Maciej Kot - Kamil Stoch                           | Autriche - Michael Hayböck - Stefan Kraft - Gregor Schlierenzauer - Manuel Fettner     | Allemagne - Markus Eisenbichler - Stephan Leyhe - Andreas Wellinger - Richard Freitag |
| Lahti Championnats du monde (21 février au 5 mars 2017) |             |          |                 |                                                                                           |                                                                                        |                                                                                       |
| 1re édition du Raw Air (12 au 19 mars 2017)             |             |          |                 |                                                                                           |                                                                                        |                                                                                       |
| 4                                                       | Oslo        | HS 134   | 11 mars 2017    | Autriche - Michael Hayböck - Manuel Fettner - Markus Schiffner - Stefan Kraft             | Allemagne - Markus Eisenbichler - Stephan Leyhe - Richard Freitag - Andreas Wellinger  | Pologne - Piotr Żyła - Kamil Stoch - Dawid Kubacki - Maciej Kot                       |
| 5                                                       | Vikersund   | HS 225   | 18 mars 2017    | Norvège - Daniel-André Tande - Robert Johansson - Johann André Forfang - Andreas Stjernen | Pologne - Piotr Żyła - Dawid Kubacki - Maciej Kot - Kamil Stoch                        | Autriche - Michael Hayböck - Manuel Fettner - Gregor Schlierenzauer - Stefan Kraft    |
| Fin du Raw Air 2018                                     |             |          |                 |                                                                                           |                                                                                        |                                                                                       |
| 6                                                       | Planica     | HS 225   | 25 mars 2017    | Norvège - Robert Johansson - Johann André Forfang - Anders Fannemel - Andreas Stjernen    | Allemagne - Markus Eisenbichler - Richard Freitag - Karl Geiger - Andreas Wellinger    | Pologne - Piotr Żyła - Dawid Kubacki - Maciej Kot - Kamil Stoch                       |

### Femmes

#### Épreuves individuelles
| Étape                                                   | Lieu         | Tremplin | Date             | Vainqueur         | Deuxième               | Troisième                  | Leader du Général |
| 1                                                       | Lillehammer  | HS 100   | 2 décembre 2016  | Sara Takanashi    | Yūki Itō               | Anna Rupprecht             | Sara Takanashi    |
| 2                                                       | Lillehammer  | HS 100   | 3 décembre 2016  | Sara Takanashi    | Yūki Itō               | Jacqueline Seifriedsberger | Sara Takanashi    |
| 3                                                       | Nijni Taguil | HS 97    | 10 décembre 2016 | Maren Lundby      | Daniela Iraschko-Stolz | Sara Takanashi             | Sara Takanashi    |
| 4                                                       | Nijni Taguil | HS 97    | 11 décembre 2016 | Sara Takanashi    | Daniela Iraschko-Stolz | Jacqueline Seifriedsberger | Sara Takanashi    |
| 5                                                       | Oberstdorf   | HS 137   | 7 janvier 2017   | Sara Takanashi    | Irina Avvakumova       | Yūki Itō                   | Sara Takanashi    |
| 6                                                       | Oberstdorf   | HS 137   | 8 janvier 2017   | Sara Takanashi    | Ema Klinec             | Irina Avvakumova           | Sara Takanashi    |
| 7                                                       | Sapporo      | HS 100   | 14 janvier 2017  | Yūki Itō          | Sara Takanashi         | Maren Lundby               | Sara Takanashi    |
| 8                                                       | Sapporo      | HS 100   | 15 janvier 2017  | Maren Lundby      | Yūki Itō               | Katharina Althaus          | Sara Takanashi    |
| 9                                                       | Zaō          | HS 106   | 20 janvier 2017  | Yūki Itō          | Manuela Malsiner       | Irina Avvakumova           | Sara Takanashi    |
| 10                                                      | Zaō          | HS 106   | 21 janvier 2017  | Yūki Itō          | Sara Takanashi         | Maren Lundby               | Sara Takanashi    |
| 11                                                      | Rasnov       | HS 100   | 28 janvier 2017  | Maren Lundby      | Sara Takanashi         | Yūki Itō                   | Sara Takanashi    |
| 12                                                      | Rasnov       | HS 100   | 29 janvier 2017  | Sara Takanashi    | Maren Lundby           | Daniela Iraschko-Stolz     | Sara Takanashi    |
| 13                                                      | Hinzenbach   | HS 94    | 4 février 2017   | Sara Takanashi    | Katharina Althaus      | Carina Vogt                | Sara Takanashi    |
| 14                                                      | Hinzenbach   | HS 94    | 5 février 2017   | Sara Takanashi    | Carina Vogt            | Maren Lundby               | Sara Takanashi    |
| 15                                                      | Ljubno       | HS 95    | 11 février 2017  | Maren Lundby      | Daniela Iraschko-Stolz | Katharina Althaus          | Sara Takanashi    |
| 16                                                      | Ljubno       | HS 95    | 12 février 2017  | Katharina Althaus | Carina Vogt            | Svenja Würth               | Sara Takanashi    |
| 17                                                      | Pyeongchang  | HS 109   | 15 février 2017  | Yūki Itō          | Sara Takanashi         | Ema Klinec                 | Sara Takanashi    |
| 18                                                      | Pyeongchang  | HS 109   | 16 février 2017  | Sara Takanashi    | Yūki Itō               | Maren Lundby               | Sara Takanashi    |
| Lahti Championnats du monde (22 février au 5 mars 2017) |              |          |                  |                   |                        |                            |                   |
| 19                                                      | Oslo         | HS 134   | 10 mars 2017     | Yūki Itō          | Sara Takanashi         | Maren Lundby               | Sara Takanashi    |